# Bernard de Gontaut-Biron
Bertrand de Gontaut-Biron est un homme politique français né le 30 juillet 1854 à Navailles-Angos (Pyrénées-Atlantiques) et décédé le 8 avril 1939 à Paris

## Biographie
Fils d’Élie de Gontaut-Biron, député et sénateur des Basses-Pyrénées, et d'Henriette de L'Espinay, il se lance dans une carrière diplomatique. Il est secrétaire d'ambassade, quand il est élu, sous une étiquette républicaine, député des Basses-Pyrénées, en 1906, en remplacement de son frère Joseph de Gontaut-Biron, passé au Sénat. Ce dernier ayant été battu aux élections sénatoriales en 1909, Bertrand de Gontaut-Biron ne se représente pas aux élections législatives, permettant à son frère de reprendre le siège. Il quitte la vie politique, sans avoir eu une activité parlementaire réelle.

### Mariage et descendance
Bernard de Gontaut Biron épouse en 1885 Emma Cabibel (1859-1946). Dont :
- Germaine de Gontaut Biron (Mazamet, 30 novembre 1885 - Toulouse, 8 mars 1985), mariée en 1907 avec le comte de Dampierre ;
- Jeanne de Gontaut Biron (Mazamet, 21 avril 1887 - Paris, 11 avril 1967), mariée en 1911 avec Jacques Scheidecker ;
- Guy de Gontaut Biron (Mazamet, 15 octobre 1888 - Paris 7e, 26 avril 1969), marié en 1920 avec Nicole de Bourcier de Montureux[1].